# Marsouin commun
Phocoena phocoena
Pour les articles homonymes, voir Marsouin.
Espèce
Statut de conservation UICN

 LC  : Préoccupation mineure
Répartition géographique
Statut CITES
Le marsouin commun (Phocoena phocoena) est le mieux connu de la famille des marsouins (Phocoenidae), autrefois appelés « cochons de mer » mais aussi « dieux des mers », qui regroupe six espèces de cétacés marins à dents, peuplant la plupart des côtes tempérées et froides du globe. Les différentes espèces de la famille ne diffèrent pas substantiellement, et comme la présente est la mieux connue, cet article traite de l'ensemble des points communs à l'ensemble. On se reportera à l’article marsouin pour une description de la taxinomie détaillée de la famille, avec les traits distinctifs entre espèces et sous-espèces. Il a un squelette interne, un crane ainsi que quatre membres, des poils et des mamelles, c'est donc un mammifère vertébré.
Les marsouins sont de petits cétacés à dents, plutôt noirs sur la face dorsale supérieure, et blancs sur la face ventrale inférieure. Ils se nourrissent de poissons (comme le hareng par exemple), de crustacés et de céphalopodes (poulpes, seiches, calamars).
S'ils sont encore, et de loin, les cétacés les plus répandus, leurs effectifs tendent à régresser. Les raisons de ce déclin tiennent sans doute à la pollution marine et à la mort par noyade à cause des filets de pêche.

## Étymologie
La première utilisation du terme « marsouin » apparaît d'une manière isolée dans un texte latin de 1086. Ce terme, qui pourrait désigner cet animal, est une latinisation du danois Marsvin, peut-être par l'intermédiaire du moyen néerlandais meerswijn, littéralement « cochon de mer ». D'ailleurs les Allemands nomment « cétacé-cochon » (Schweinswal) tous les marsouins. Le mot médiéval français était « pourpois » qui aurait pour origine le latin médiéval porcopiscus (mot associant porcus (cochon) et "piscus" (poisson) pour désigner un cochon-poisson), qui a donné l'anglais porpoise.

## Description

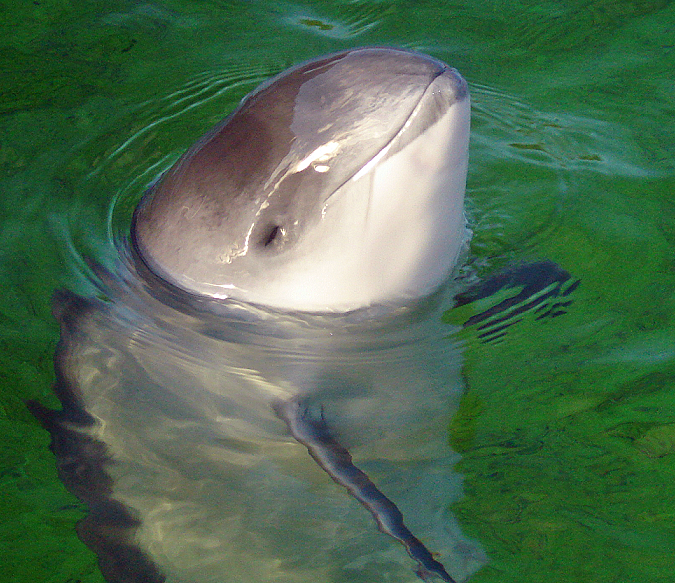
Tête arrondie : le museau est caché par le melon.

Ce sont de petits cétacés, de 1,5 à 2,5 mètres de long selon les espèces, proches des baleines et des dauphins dont ils se distinguent notamment par un rostre court et par des dents pointues et courbées, différentes des dents typiquement coniques des dauphins.
Dans la nature, ils sont moins facilement observés que les dauphins, car ne sautant pas (ou rarement) hors de l'eau, mais ils s'approchent volontiers des navires et des côtes.
Prédateurs, ces petits cétacés chassent des poissons, calmars et crustacés en utilisant l'écholocation, ou en fouissant dans les fonds meubles des plateaux côtiers. Ils chassent habituellement en très petits groupes caractérisés par des relations sociales complexes.
Les femelles sont souvent plus grandes et plus lourdes que les mâles (environ 15 %). La différenciation sexuelle se manifeste comme chez la plupart des cétacés par la position relative de l’anus et des plis génitaux. Ces derniers sont chez les femelles très rapprochés de l'anus, alors qu'ils en sont nettement séparés chez les mâles, chez lesquels les organes génitaux sont nettement plus vers l'avant.
En comparaison avec les autres cétacés à dents, le crâne de l’animal est peu protubérant, le « museau » (le rostre), recouvert par une bosse adipeuse (le « melon ») est difficilement reconnaissable. La taille du cerveau du marsouin est pourtant comparable à celle de l'homme.
Le corps est trapu avec une nageoire dorsale plate et triangulaire. Le dos est noir ; le marsouin commun a une tache tirant progressivement vers le gris à l'avant de la nageoire dorsale, et la face ventrale est blanche. On peut observer des raies noires le long de la gorge, allant des coins de la bouche jusqu’à la naissance des ailerons pectoraux. On pense qu'il peut vivre près de 25 ans.
Leur poids étant relativement faible, de 40 à 170 kg selon les espèces et leur taille, leur corps perd plus rapidement sa chaleur dans l'eau que celui les autres cétacés, ce qui les oblige à manger souvent et à compter sur leur réserve de graisse. 
La plus petite espèce de marsouin est le marsouin du Golfe de Californie, qui ne mesure pas plus de 1,5 m. Le plus léger est le marsouin aptère 30 à 45 kg alors que le plus lourd est le marsouin de Dall : 130 à 200 kg.
 Leur forme qui est plus ronde et contractée que celle des dauphins réduit leur surface d'échange thermique, ce qui pourrait être une adaptation évolutive pour réduire la perte de chaleur. Une épaisse couche de graisse les isole aussi du froid. Le corps est donc plutôt trapu.

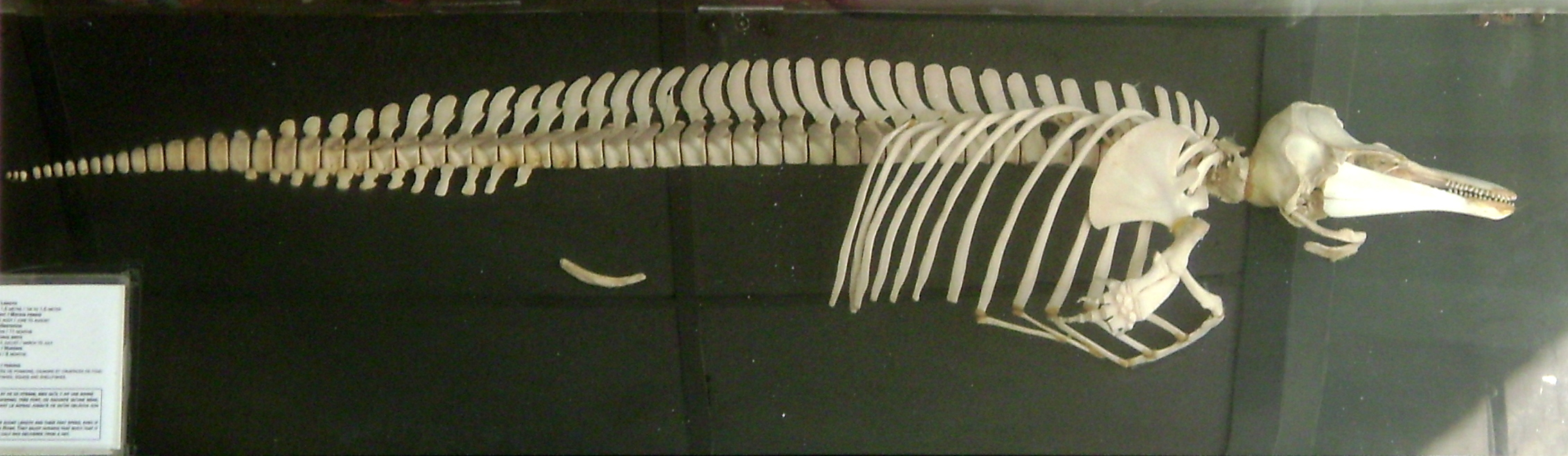
Squelette de marsouin commun, Phocoena phocoena

Les nageoires dorsale, ventrales, caudale (disposée à l'horizontale, comme chez tous les cétacés) ainsi que la queue sont toutes de couleur noire. Chez les jeunes individus, certaines parties de la face ventrale sont encore noires : on parle à ce sujet de mélanisme juvénile. L’albinisme est rarissime chez les marsouins. La nageoire dorsale ne présente nulle part de courbure concave : elle retombe verticalement sur le dos à l'arrière, avec une base à peu près deux fois supérieure à sa hauteur.
Certaines espèces ont des petites bosses (dites tubercules) aux fonctions inconnues, sur la pointe de leur nageoire dorsale – ou à l'avant de cet emplacement pour les marsouins aptères, qui n'ont pas de dorsale.
Les ailerons ventraux sont relativement courts et pointus à leur extrémité.
La nageoire caudale possède une largeur d'environ 60 cm, elle est très puissante.
Les mâchoires comptent un nombre variable de dents selon les espèces et leur taille, la supérieure de 22 à 28 dents de chaque côté pour le marsouin commun, la mâchoire inférieure de 21 à 25. Les dents sont très courtes, de forme lancéolée à spatulée. Les dents postérieures sont des molaires à surface triangulaire.

## Comportement

### Éthologie
Les marsouins vivent le plus souvent seuls ou en couple : ils ont la particularité de nager fréquemment dans le sillage des navires. On n'a pu observer que rarement des groupes de marsouins, groupes sociaux caractérisés par une stratégie de type K (au regard du modèle évolutif r/K) : le maximum recensé est de sept individus. Ces groupes se rassemblent à l'occasion des périodes de reproduction et pour chercher de la nourriture, ce qui peut représenter des rassemblements de plus de cent individus. De telles situations sont toutefois rares et ne durent jamais longtemps.
Les jeunes restent toujours un certain temps auprès de leur mère, mais pour une durée mal connue. Le lien entre un petit et sa mère est très fort, et les jeunes détachés de leur mère émettent des sifflements de détresse pour la rappeler.
On ignore également si les marsouins ont une notion de territoire qu'ils défendent contre les intrus, ou s'il existe une hiérarchie à l'intérieur des groupes ; mais on a observé de façon certaine des attitudes menaçantes entre individus de cette espèce : l'agresseur tourne sa tête face à son adversaire et fait entendre des séries de clics, puis viennent des hochements de tête et des coups de queue.
Les marsouins peuvent atteindre une vitesse maximale de quelques dizaines de km/h et ne bondissent que rarement hors de l’eau. La profondeur de plongée maximum est d'environ 100  à   200 m selon les espèces, le cétacé pouvant plonger environ 6 minutes. La plupart du temps, ces animaux se déplacent à une vitesse de 7 km/h juste sous la surface de l'eau, et en nage normale ils refont surface pour respirer deux à quatre fois à la minute. Pour faire surface, le marsouin se courbe en demi-cercle et replonge immédiatement après avoir respiré, la tête la première. Hermann Burmeister (1853) décrit ce comportement de la façon suivante :
« L'animal fait d’abord sortir sa tête de l'eau en respirant bruyamment ; puis il fait pivoter son corps vers l'avant, se recroqueville vers le bas, si bien qu'on voit l'un après l'autre la nuque, le dos avec la grande nageoire dorsale et enfin le dos de la queue sortir de l'eau dans un mouvement quasi circulaire ; toutefois, ni la large queue ni les ailerons pectoraux n'apparaissent. »
La propulsion est presque exclusivement assurée par la queue, qui se meut verticalement. Les nageoires pectorales servent avant tout de gouvernail et de stabilisateur. La texture lisse de l'épiderme et l'allure profilée du corps du marsouin exercent une influence particulièrement favorable sur la vitesse. L'animal n'est jamais longtemps au repos, mais observe plusieurs fois par heure une station de six à sept secondes à fleur d'eau, avant de couler et de reprendre son rythme naturel de mouvement.
Le chant joue un rôle primordial dans le comportement des marsouins, qui disposent d'un spectre sonore très étendu : la communication entre individus s'appuie sur des clics construits sur des sons de haute fréquence (110  à   150 kHz) ainsi que des sifflements de basse fréquence (environ 2 kHz). À cela s'ajoutent les sons émis par l'animal pour l’écholocation, et dont le spectre va de fréquences relativement basses (1,5 kHz) jusqu'à des ultrasons de 100 kHz. L'analyse du chant des marsouins a révélé des sifflements caractéristiques de reconnaissance et d'orientation, de comportement dominant, de compétition amoureuse, de détresse ainsi que d'alerte. Il est significatif pour la théorie de l’évolution que les sifflements de reconnaissance et de localisation se situent en dehors du spectre auditif de l’orque : on en déduit que cette divergence est le résultat des rôles prédateur-proie.

### Reproduction et données génétiques

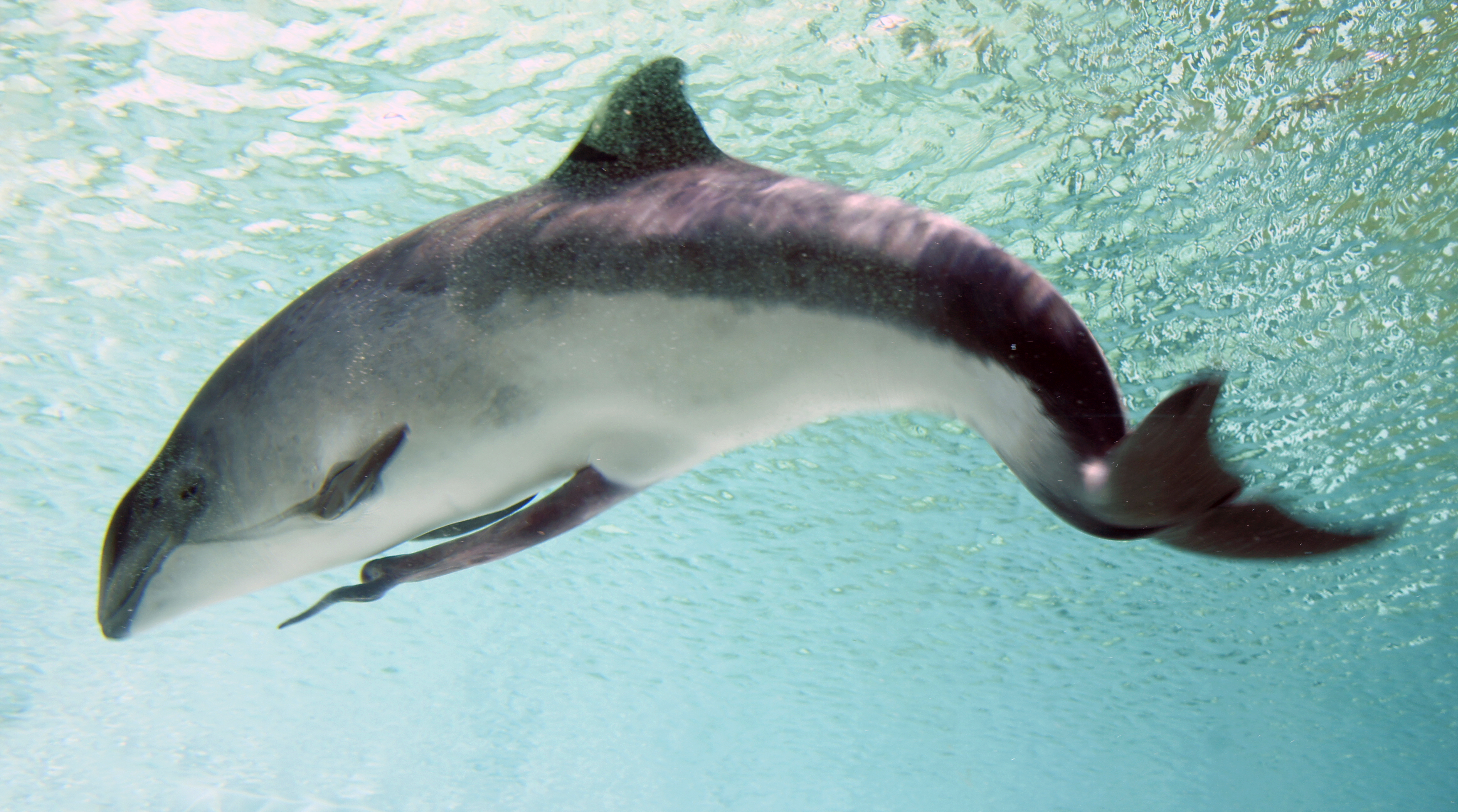
Mâle en rut.

Les femelles arrivent à maturité sexuelle vers trois à quatre ans, les mâles entre deux et trois ans. Au large de l'Europe, les accouplements ont lieu entre la mi-juillet et la fin août. Au cours de cette période, les testicules des mâles gonflent prodigieusement : alors qu'ils ne pèsent qu'environ deux grammes le reste de l'année, leur poids atteint 400 g en période de reproduction. Pour la plupart des populations, l'accouplement a lieu en haute mer, bien que certains groupes préfèrent au contraire les eaux très peu profondes au bord des côtes.
La plupart des observations faites sur le comportement amoureux provient de sujets en captivité. L'accouplement est précédé d'une parade nuptiale, lors de laquelle un mâle poursuit une femelle de son choix et essaye d'avoir avec elle un premier contact par la nageoire dorsale. Heck (1915) l'a décrite de la façon suivante :
« Pendant les périodes de rut ils sont extrêmement excités, fendent les flots d'un trait, se font la chasse hardiment et poursuivent les femelles avec empressement »
Puis viennent les « caresses » et les passages répétés autour des femelles (cross-swimming). Les mâles présentent leur face ventrale et viennent mordiller les nageoires des femelles. L’accouplement se fait à la verticale en surface et ne dure que quelques secondes. Parade et accouplement peuvent ensuite reprendre plusieurs fois de suite.
La gestation dure chez les marsouins de dix à onze mois, si bien que les jeunes voient le jour au début de l'été entre mai et juin. Le plus souvent, il ne naît qu'un petit, les jumeaux sont extrêmement rares. Cette caractéristique spécifique fait qu'une femelle ne donne naissance à un petit qu'une fois par an, voire une fois tous les deux ans. La parturition ne pose pas de problèmes étant donné l'absence de bassin osseux chez les cétacés et survient alors que la femelle est en train de nager. Les ondes péristaltiques ne durent qu'une à deux heures. Le nouveau-né et le placenta, qui forme l'arrière-faix, se séparent lorsque le cordon ombilical se détache, ce qui survient avec la libération de la tête, qui est la dernière partie du corps à sortir. Le nouveau-né nage spontanément vers la surface dès sa libération du corps de la mère, et prend ses premières respirations.
Le marsouin, lorsqu'il vient au monde, mesure de 65  à   90 cm et pèse de 5  à   7 kg. Il est allaité par sa mère huit à neuf mois, mais il mange ses premiers poissons à l'âge de cinq mois. Pour l'allaitement, la mère se met sur le côté, ce qui permet au petit de respirer à la surface. Le lait est très riche en matières grasses (environ 50 %) et, comparé au lait d'autres espèces de mammifères, présente une forte teneur en protéines de base et d'éléments minéraux. C'est à l'âge des premières prises de pêche que les premières dents percent chez le jeune marsouin ; vers l'âge de sept mois sa dentition est terminée, et il quitte sa mère au bout d'une année. Les mères et leurs jeunes se tiennent tout ce temps beaucoup plus près des côtes que leurs congénères.
On estime que les marsouins peuvent vivre jusqu'à vingt ans, mais leur espérance de vie se situe entre huit et dix ans.

## Répartition
Phocoena phocoena phocoena (Linnaeus, 1758), la sous-espèce la mieux connue, fréquente les eaux tempérées et froides de l’Atlantique nord, tant du côté américain que du côté européen, du Sénégal jusqu'au Spitzberg ainsi que de ses tributaires : mer du Nord, Mer Baltique, sud de la mer de Barents. Ces marsouins s'aventurent parfois par le détroit de Gibraltar en Méditerranée occidentale jusqu'à la hauteur de Majorque. Depuis quelques années, ils ont été de plus en plus observés dans certains fleuves d'Allemagne du Nord, après des siècles de disparition due à la pollution des eaux. Considérés auparavant comme communs sur les côtes provençales, ils sont devenus très rares en Méditerranée et ont disparu, depuis la fin du XIXe siècle, des côtes françaises et espagnoles. 

Phocoena phocoena relicta (Abel, 1905), localisée dans la mer Noire, s'est adaptée à un niveau de teneurs en sel inférieure. Elle peut faire quelques incursions en Méditerranée orientale via les Détroits, mais ne va guère plus loin que la mer Égée.

Phocoena phocoena vomerina (Gill, 1865) fréquente les eaux tempérées et froides du Pacifique nord.

### Biotope
Les eaux favorites des marsouins sont les eaux calmes, tempérées ou froides, des franges côtières avec une profondeur d'environ 20 m, mais ils n'hésitent pas à l'occasion à rejoindre la haute mer.
Les marsouins se nourrissent presque exclusivement de poisson (en particulier harengs, capelans, et sprats), mais aussi de vers polychètes, de gastéropodes, de crustacés et de seiches. La composition de l'alimentation dépend des conditions géographiques. En mer du Nord, les poissons plats (pleuronectiformes) représentent la majeure partie de leur nourriture, en mer Baltique ce sont les gobies (gobiidae), et dans ces deux mers également la morue (Gadus morhua). Les proies sont généralement d'une taille inférieure à 25 cm, car un marsouin est incapable d'ingérer de plus gros morceaux. La recherche de proies s'accomplit principalement sur le fond marin, où le marsouin a coutume de fouir le sable. Un marsouin ingère quotidiennement environ 4,5 kg de poisson.

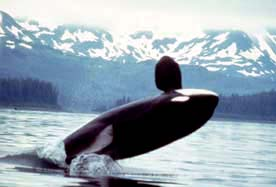
Les orques sont les principales prédatrices des marsouins.

Les ennemis naturels du marsouin sont principalement les grands requins et les orques. C'est ainsi qu'on a retrouvé des restes de marsouins dans l'estomac du Requin du Groenland (Somniosus microcephalus), du grand requin blanc (Carcharodon carcharias) et du Requin bleu (Prionace glauca). Mais plus que les requins, c'est encore l’orque (Orcinus orca) qui est l'ennemie désignée du marsouin. D'autres cétacés à dents se montrent aussi à l'occasion agressifs vis-à-vis de leurs petits cousins. C'est ainsi qu'on a pu observer en Écosse le grand dauphin (Tursiops truncatus) et le dauphin commun (Delphinus delphis), lorsqu'ils entrent en compétition avec eux pour la nourriture, les attaquer et les tuer.
Les principaux parasites de ce mammifère sont principalement les lamproies, les vers nématodes, les douves, les cestodes et les vers à tête épineuse. On retrouve régulièrement, grouillant en pelote dans l'estomac, des nématodes de l'espèce Anisakis ayant préalablement contaminé les proies ; le Stenurus minor, un parasite qui contamine d'abord les bronches, les poumons et le système cardio-vasculaire, peut coloniser l'appareil auditif et frapper l'animal de surdité, le privant de ses facultés vitales de communication et d'écholocation. Un parasite courant du conduit gastro-intestinal et des voies biliaires est la douve Campula oblanga, responsable entre autres de l'hépatite et de la cholangite. En revanche, les ectoparasites du genre poux des baleines sont rares chez le marsouin.

### Chorologie
Le marsouin est présent dans les eaux côtières froides, pour une grande part dans les régions dont la température moyenne est d'approximativement 15 °C. Les diverses espèces se partagent des habitats distincts (voir infra). Il éprouve une prédilection pour les eaux peu profondes, raison pour laquelle il fréquente les plates-formes littorales au printemps, pour ne rejoindre la haute mer qu’à l'automne. Il n'hésite pas à se hasarder dans les eaux troubles des estuaires où il peut chasser grâce à ses capacités d'écholocation. À ce titre, il est le mammifère marin le plus souvent aperçu par les côtiers. Il est relativement sédentaire.
Son habitat embrasse une grande partie des mers des deux hémisphères, à l'exception des zones équatoriales et polaires. Différentes espèces ou sous-espèces (voir marsouin) se partagent ces habitats selon des zones pour la plupart distinctes (métapopulations).

## Recherche zoologique
Le marsouin commun a été, avec le dauphin, le cétacé le plus accessible pour la recherche scientifique, parce qu'on pouvait l'observer facilement le long des côtes d'Europe, voire du rivage. Des inscriptions lapidaires de l’âge de la pierre, telles celles de Roddoy et Reppa (en Norvège), montrent que ces animaux étaient déjà familiers des premiers hommes. Une grande partie de nos connaissances sur l'ensemble des cétacés, et en particulier des odontocètes a été réunie d'abord à partir de l'observation des marsouins.
Une première description du marsouin nous est donnée par Aristote, qui, par la dissection d'un de ces animaux, établit que les cétacés ne sont pas des poissons. Il découvrit aussi que la gestation des baleines nommées par lui phokaina dure environ 10 mois, et que les baleines pendant leur sommeil, maintiennent la tête hors de l'eau et « ronflent ». Ses descriptions très précises ont été reprises par les Romains, mais leur contenu y a été mélangé avec des connaissances sur les dauphins. Il faut à ce propos citer Pline l'Ancien, qui a composé une histoire naturelle très complète. On peut aussi retrouver cette confusion, à son époque et ultérieurement, dans les œuvres d'art, où l'on représente les dauphins avec le haut melon sur la tête, typique des marsouins et le long museau, typique des dauphins.
Les connaissances des Grecs et des Romains sur les marsouins n'ont pas substantiellement progressé, jusqu'à la fin du Moyen Âge. Elles ont surtout été encore faussées et abstraites. Dans les écrits de Konrad von Megenberg, vers 1340, on peut ainsi lire sur le « cochon de mer » une vieille description du marsouin :
« On appelle le cochon de mer Porcus marinus, et c'est un poisson comestible. Il a presque tout à fait la forme d'un vrai cochon. Sa langue est pendante, comme celle du cochon ordinaire, mais il lui manque le cri que possède le cochon. Sur le dos, il a des épines, portant du poison. Mais la bile du poisson est un antidote de ce poison. Les cochons de mer souffrent de beaucoup de crainte et de malheurs, comme Pline l'écrit, ils cherchent leur nourriture au fond de la mer, et y fouissent, comme les vrais cochons dans la terre. Sur la gorge, ils ont une trompe. »
Ce n’est qu'au XVIe siècle que les descriptions deviennent plus scientifiques, et en tout premier plan celles de Conrad Gessner, de Pierre Belon et de Guillaume Rondelet. Rondelet a commencé, au moyen d'observations critiques, à filtrer les parties fabuleuses des descriptions de l'animal. Par des dissections, il a pu étudier les stades de développement du fœtus, et l’anatomie du cerveau du cétacé. Belon découvre les particularités du squelette des cétacés par des dissections sur les marsouins et les dauphins. De plus amples informations s'ajoutèrent à ceci au XVIIe siècle, par Ulisse Aldrovandi et Johannes Jonstonus (Jan Jonston). Le roi du Danemark Frederik III et sa cour assistent à une dissection de marsouin par Thomas Bartholin. Bartholin est le premier scientifique à décrire le larynx typique des odontocètes. Edward Tyson, Mayor et Francis Willughby apportent encore de nouvelles connaissances. C'est John Ray, l’ami de ce dernier, qui fait enfin en 1693 la distinction entre mysticètes (cétacés à fanons) et odontocètes (cétacés à dents).
La description scientifique et le placement dans la systématique sont enfin dus à Carl von Linné en 1758 sous le nom de Delphinus phocaena, quand il range pour la première fois les cétacés dans la classe des mammifères. C'est Georges Cuvier qui crée en 1816 le genre Phocoena. Au cours des XIXe et XXe siècles, les connaissances sur les cétacés s'enrichissent massivement, en particulier celles sur les marsouins : anatomie comparée, physiologie, et plus tard éthologie et écologie sont largement étudiés. Les travaux importants proviennent d'Étienne Geoffroy Saint-Hilaire, Wilhelm Ludwig Rapp et, plus tard, tout spécialement de Willy Kükenthal.

## Évolution
La paléontologie a montré que les marsouins, comme les baleines et les dauphins, sont les descendants d'animaux terrestres (ongulés voisins de l'hippopotame) qui sont revenus dans les océans il y a environ 50 millions d'années. C'est au cours du Miocène, il y a 23 à 5 millions d'années, que les cétacés se sont diversifiés. L'étude des fossiles et de la phylogénie laisse penser que le groupe des marsouins a divergé de celui des dauphins il y a environ 15 millions d'années, dans le Pacifique Nord, avant de se répartir dans le monde beaucoup plus tard, dont devant les actuelles côtes européennes et de l'hémisphère Sud au cours du Pliocène, et leurs populations récentes pourraient être depuis affectées par la surpêche, mais aussi par les changements climatiques.
Les changements climatiques récents, naturels et anthropiques ont entrainé une réorganisation profonde des écosystèmes marins de l'Atlantique nord-est (Zone OSPAR), bouleversant les assemblages d'espèces marines et leur biogéographie, du plancton aux poissons.
Ces changements semblaient plus importants dans le bas de la pyramide alimentaire, mais la faune prédatrice pélagique située au haut de cette pyramide, très mobile, était plus difficile à suivre. Une étude a porté sur l'histoire démographique récente du marsouin Phocoena phocoena dans les eaux européennes. Elle a croisé des données génétiques (variation des microsatellites), paléo-océanographiques et historiques. Elle conforte fortement l'hypothèse que les populations de marsouins ont également dû réagir à la récente réorganisation des réseaux trophiques induite par le climat (et peut être par la surpêche ?) dans l'Atlantique nord-est.
L'isolement des populations ibériques de marsouins n'a été entamé qu'il y a environ 300 ans, avec une prédominance des migrations vers le nord, contemporaine de la tendance au réchauffement en cours depuis la période dite « Petit âge glaciaire ». Cette évolution semble suivre le recul actuel des poissons d'eau froide du Golfe de Gascogne. L'extinction (ou l'exode) des marsouins de la mer Méditerranée (hormis une population relique isolée en mer Noire) trouve ici une explication plus cohérente. La fragmentation des aires de répartition du marsouin en Méditerranée aurait ainsi été déclenchée au cours de la période chaude de l'optimum du mi-Holocène (il y a environ 5 000 ans). C'est la fin des apports en nutriments qui étaient antérieurement permis par le contexte glaciaire et immédiatement post-glaciaire qui en serait responsable.

## Menaces et mesures de protection
On ignore l'effectif actuel des marsouins, mais on présume qu'il est considérable, sur l’ensemble du globe. Ce qui pose davantage problème est la survie de certaines populations régionales, particulièrement celles de la mer Noire et de la mer Baltique. Pour la mer Baltique, on estime l'effectif dans la partie ouest de 800 à 2 000 individus, et pour la partie est entre 100 et 600 individus. L'Union internationale pour la conservation de la nature considère cette population comme vulnérable.
Le marsouin est, pour tous les États européens, couvert par les lois de protection de la Nature et figure à l'annexe II de la Convention de Washington. La ré-introduction, le transport et la mise en captivité sont d'ailleurs interdits au titre de la législation de l'Union européenne.
L'espèce est protégée par la convention de Berne et par la directive européenne Habitats. Les commissions Ospar et Helcom engagent leurs états signataires à limiter la pollution des océans qui affectent fortement ces espèces qui de par leur position au sommet de la pyramide alimentaire bioaccumulent de nombreux toxiques.
Les marsouins n'ont jamais été chassés activement par des baleiniers parce que trop petits pour être d'intérêt, mais ils sont fréquemment accidentellement capturés dans les filets où ils se noient ou se blessent. La population mondiale globale compte probablement encore plusieurs centaines de milliers d'individus et la famille n'est pas globalement menacée par la pêche. Seules quelques espèces ou sous-espèces, dont l'habitat est très restreint, et l'effectif minime, sont en danger d'extinction.

### Chasse aux cétacés
On pêchait déjà le marsouin au Moyen Âge. Les premiers témoignages viennent du duché de Normandie, où cette activité est attestée depuis 1098. Le littoral était distribué aux « Walmanni », qui organisaient des campagnes de pêche.

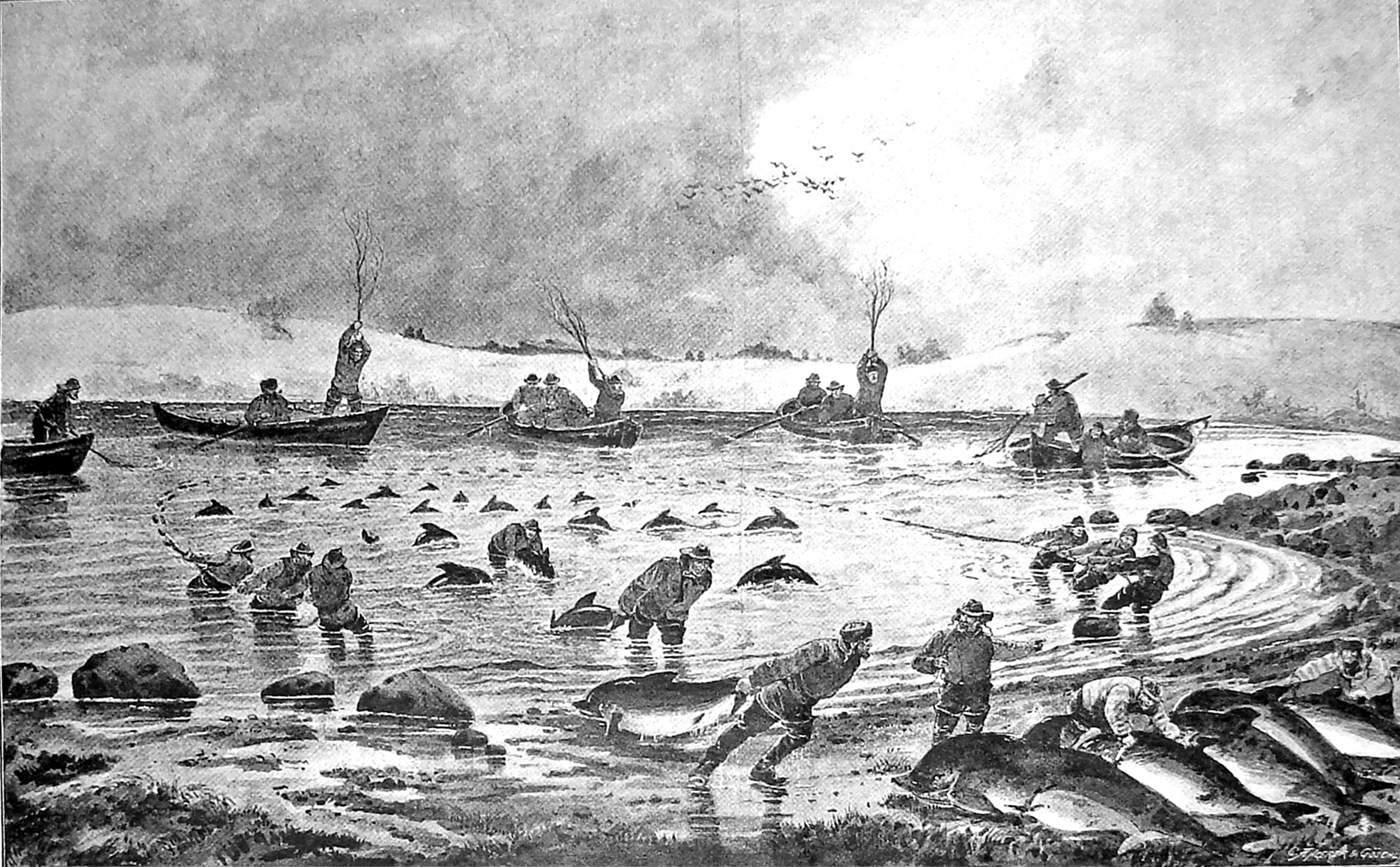
Pêche au marsouin commun dans le fjord Gamborg (1883).

À Middelfart, en Fionie, la pêche au marsouin est attestée depuis 1500. Elle était exercée par une guilde de « chasseurs de marsouins » (Marsvinsjaeger-Langet), impliquant dix bateaux d'un équipage de trois hommes chacun. La corporation était sévèrement réglementée par édit royal. Finn écrivait à ce propos (1878) :
« Chaque année, le lendemain de Noël, après la messe, la corporation en assemblée plénière, présidée par le maire, élit un doyen, lequel à son tour désigne quatre assesseurs et un suppléant, qui ont à charge de discerner ce qu'il y a de meilleur dans la corporation, et de veiller au respect des statuts... »
Le marsouin faisait l'objet d'une exploitation commerciale aussi bien dans les Flandres, en Manche, que le long des côtes danoises, allemandes et polonaises. Comme dans le cas ci-dessus de Middelfart, les prises étaient généralement fortement réglementées. C'est ainsi qu'en Pologne, chaque « pêcheur de dauphins » devait verser deux marks par an au maître des pêcheries en exercice. Les prix du marché furent fixés à Königsberg vers 1379. Pour tous ces pays, la pêche au cétacé ne constituait pour les pêcheurs qu'un à-côté de la pêche ordinaire, et n'était pratiquée que par un petit nombre d'entre eux.
Le marsouin commun a aussi été chassé parce que concurrents de la pêche ou parce qu'il faisait des dégâts dans les filets en s'y prenant accidentellement ou en cherchant à y manger des poissons, ce qui les a fait considérer comme nuisibles par certains.

Dans les années 1920, l'ichtyologiste Le Gall (Agrégé de l'Université, Directeur du laboratoire de l'office scientifique et technique des pêches maritimes de Boulogne-sur-mer, et correspondant du CIEM, en Poste à Boulogne sur mer), pouvait ainsi écrire que les pêcheries sardinières de l'Atlantique « redoutent, avec juste raison, les visites dangereuses que leur font les nombreux Cétacés delphinidés (Dauphins, marsouins, etc.) attirés sur nos côtes pendant les mois d'été par la présence des bancs de sardines. Ces Mammifères (...) commettent de tels dégâts dans les pêcheries que les pouvoirs publics s'en sont émus et que diverses tentatives ont été faites, sans grand résultat d'ailleurs, pour essayer de s'en (débarrasser. Jusqu'ici, seuls l'emploi du fusil et de la mitraille semblent avoir donné des résultats assez appréciables. Mais dans ce cas, l'animal blessé ou tué s'enfuit ou coule et involontairement les pêcheurs laissent s'échapper une bonne aubaine ».
La chair du marsouin, foncée et au goût assez fort a été prisée durant des siècles, par toutes les classes sociales. Elle était vendue fraiche dans les ports et salée ou fumée sur les marchés. La langue, le filet, la cervelle, le foie et les rognons étaient notamment appréciés. Désuète en France, elle était encore au début du XXe siècle appréciée et consommée en Angleterre, en Italie, aux États-Unis, dont sous forme de conserves de Cétacés au Canada. Le Gall disait ceci de la « défaveur » récemment faite à la viande de marsouin en France : « injustifiée », elle « doit donc disparaître, la chair du marsouin doit retrouver sur le marché aux poissons la place qu'elle occupait autrefois, et ce serait peut-être le meilleur moyen d'atténuer la pullulation de ces hôtes indésirés. Le pêcheur alléché par l'attrait non seulement d'une prime, mais encore d'une vente certaine, n'hésiterait pas à se livrer à la chasse du Cétacé et, directement intéressé, s'occuperait bien vite des meilleurs moyens pour le capturer ». Il recommande pour cela l'emploi de la senne tournante à grandes mailles et surtout le fusil lance-harpon inventé en Norvège par M Krohnstad en 1923 et testé avec succès en 1924.
Au cours du XIX° siècle et jusqu'à la guerre de 14-18 , la chasse des marsouins par les grands voiliers au long cours (prélèvement strictement limité aux besoins nutritionnels des équipages sur des navires dépourvus d'installations frigorifiques ) par harponnage depuis la sous-barbe de beaupré était largement pratiquée et apportait un complément bienvenu de protéines fraîches à l'ordinaire du bord. Le Commandant Armand Hayet officier de marine et mémorialiste de la dernière époque de la marine marchande à voiles évoquait les "succulents pâtés de marsouin préparés par le coq" et concluait: "tout comme pour son cousin terrestre, tout est bon dans le marsouin, ce joyeux et folâtre cochon de mer".
Jusqu'au XIXe siècle on pêchait entre 1 000 et 2 000 animaux par an, puis ce nombre décrut à 320 vers 1944. Aujourd'hui, la pêche commerciale du marsouin se pratique essentiellement en Mer Noire, car elle est interdite dans les autres pays d'Europe. Les marsouins, comme les autres petits cétacés, ne constituent plus aujourd'hui pour les pêcheurs que des prises accessoires, bien que le total des prises monte certaines années jusqu'à 4 000 individus. Les marsouins se laissent piéger dans les filets destinés à la pêche aux poissons, bien qu'ils en détectent théoriquement la présence par écholocation. Ils ne peuvent plus s'en échapper, si bien qu'ils se noient.

### Pollution de l'environnement
L'aggravation de la pollution des océans est aujourd'hui la principale menace pesant sur le marsouin. La pollution la plus redoutable est celle due aux métaux lourds tels que mercure, plomb ou cadmium qui se fixent dans les muscles et le foie des cétacés. Les polluants lipophiles comme les PCB ou le DDT (dont les concentrations commencent à diminuer) se fixent dans les tissus adipeux. Les résidus de goudrons et ceux des traînées d'hydrocarbures provoquent une nécrose de la peau et, ajoutés aux autres causes d'intoxication, conduisent à un affaiblissement général de l'animal, ce qui contribue à accroître le nombre de marsouins affectés par les maladies et les parasites. Des teneurs en PCB de plus de 70 ppm (parties par million) peuvent provoquer la stérilité des phoques et des marsouins, teneur dépassée chez un nombre appréciable de marsouins. La plus forte concentration en PCB dans les tissus d'un marsouin a été mesurée en 1976, à 260 ppm.
L'augmentation de la pollution sonore dans les mers est une autre menace sérieuse pour les marsouins. En 2007, un consortium pétrolier envisage de prospecter le pétrole et le gaz naturel autour du plateau sous-marin du Dogger Bank en Mer du Nord avec des ondes sonores à basse fréquence (technique dite de « sismique-réflexion »). Des ondes sonores d'une puissance de 180 dB sont émises par salves régulières au canon à air comprimé. Les associations de protection de la nature craignaient que cette pollution sonore chasse les cétacés de leur habitat. Le déminage par explosion des vieilles mines ou munitions en mer présente aussi une source de danger considérable pour ces mammifères.
Enfin, le bruit des bateaux à moteur, qui perturbe les fonctions d'orientation de ces animaux, constitue un facteur de stress considérable pour les cétacés vivant près des côtes.

### Pêche accidentelle
Là où la pression de pêche ou pression anthropique est élevée, certaines populations sont menacées par le recul de leurs effectifs, et par le nombre trop élevé de prises accidentelles dans les chaluts et surtout dans les filets dérivants. Ceci notamment en mer Baltique et en mer Noire où les marsouins sont en nette diminution, par suite également des facteurs mentionnés ci-dessus.

#### Protection des populations européennes de marsouins et dauphins
Les captures accidentelles de dauphins et marsouins sont devenues une menace pour les populations européennes de ces espèces (protégées).
Les premières mesures prises par les États membres en 1992 n'ayant pas permis de protéger efficacement ou suffisamment les cétacés, la Commission européenne a décidé d’imposer dans l'ensemble des eaux communautaires l’équipement des filets en dispositifs acoustiques (émetteurs d’ultrasons) éloignant les cétacés, y compris pour les navires de petite taille.
- En Mer du Nord, près de 3 % des marsouins meurent accidentellement dans les filets (Environ 7 000 individus par an en mer du Nord dans les années 1990).
- Dans le Skagerrak et le Kattegat (Scandinavie), plus de 4 % de la population de marsouins en est victime, alors que 2 % de prises accidentelles annuelles est le seuil scientifiquement admis de menace pour une population de cétacés (dont le taux de reproduction est bas).

Les États riverains de la mer Baltique et de la mer du Nord ont signé en 1991 une convention baptisée Ascobans (Agreement on the Conservation of Small Cetaceans of the Baltic and North Seas) dont une résolution (votée à Bristol en juillet 2000) les engage à limiter les prises accidentelles à 1,7 % des populations estimées. (L'IWC a estimé que les prises limites annuelles acceptables étaient de 1 % de la population, et ASCOBANS puis le groupe de travail SGFEN (2002) ont retenu le taux de 1,7 % de la meilleure estimation de population.
- En août 2000, un décret danois a imposé une expérience de protection des marsouins contre les engins de pêche : du 1er août au 31 octobre 2000, les flottilles de pêche à la morue ont dû équiper leurs filets maillants de fond de systèmes d'alarme sonores conçus pour éloigner les marsouins, préalablement testés par une étude FAIR financée par la Commission européenne (DG Recherche) et créé par l'université de Loughborough, (Royaume-Uni). L’expérience a montré l’efficacité du dispositif : aucune prise accidentelle n’a eu lieu durant cette campagne de pêche. Bien que les pêcheurs danois se soient montrés favorables à la généralisation du dispositif …
- …par prudence (la diffusion d'ultra-sons ou de sons intenses étant considérée comme susceptible de participer à la pollution sonore de l'océan, et d'avoir des impacts sur d'autres espèces, voire sur ces espèces elles-mêmes), le Ministère danois de l'alimentation, de la pêche et de l'agriculture a demandé un complément scientifique avant d’imposer ces dispositifs à d'autres modes de pêcheries.

#### Répulsifs acoustiques
Un des « répulseurs » testés dit pinger (« répulsif acoustique » ou « balise acoustique » en Français) est un puissant émetteur de sons, protégé, avec sa batterie dans un emballage oblong couvert de téflon d'une quinzaine de centimètres. Il émet toutes les 4 secondes un « bip » de 300 millisecondes à la fréquence de 10 kHz (il ne s'agit donc pas véritablement d'ultrasons), avec une puissance sonore de 130 dB, bruit insupportable de près pour les marsouins et la plupart des autres cétacés, équivalent à la source, au bruit du décollage d'un avion à réaction. Il en existe plusieurs modèles, plus ou moins puissants, autonomes et robustes (selon le prix). Le premier a d'abord été testé en mer Baltique (où il s'est montré très efficace et a été rendu obligatoire pour les pêcheurs danois). Le CNRS à Marseille l'a testé sur les filets de pêche au thon (tonailles) en Méditerranée où il s'est montré efficace, avant qu'il ne soit aussi testé en mer d'Iroise.
Les filets dérivants ont également été limités à 2,5 km et devaient être progressivement supprimés avant janvier 2007. La commission demande aussi qu’il y ait un vrai suivi des prises accessoires de cétacés.

## Conservation en captivité

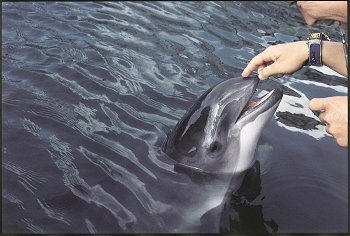
Marsouin en captivité

Du fait de leur taille relativement modeste, les aquariums et les parcs zoologiques ont tenté d’élever des marsouins en captivité. Mais contrairement à certains dauphins, l'animal ne supporte pas ce mode de vie du fait de ses besoins très stricts concernant son environnement, et de sa fragilité. La plupart des sujets maintenus en captivité périssent en l'espace de quelques semaines. C'est pourquoi la détention de marsouins est aujourd'hui presque exclusivement réservée à la recherche scientifique, ou à l'obligation de soigner les sujets pris accidentellement dans les filets ou retrouvés blessés le long des côtes.
Les premières tentatives de conservation remontent à 1862, pour Londres, et à 1864 avec l'initiative du parc zoologique d’Hagenbeck à Hambourg ; suivirent les expériences de 1914 à Brighton puis celles de 1935 à Berlin. Dans chacun de ces cas, les animaux périrent au bout de quelques jours. À Londres, on essaya dès son arrivée de requinquer l'animal, épuisé par le transport, avec de l'eau-de-vie, mais il mourut au bout de quelques heures. Les exhibitions publiques de marsouins ne connurent un regain d'intérêt qu'à partir des années 1970, avec le boom des delphinariums. Il s'en est tenu à New York (1970), Copenhague (1970), Duisbourg (1979), Constanza (régulièrement depuis 1971) et dans différents marinelands, le plus souvent pour seulement quelques semaines. La durée de vie maximale d'un marsouin en captivité est aujourd'hui de deux à trois ans, mais la plupart ne survivent qu'un mois.
En 2016, ces animaux sont détenus en Europe à des fins de divertissement comme au Dolfinarium Harderwijk (Pays-Bas) et à des fins de recherche, comme par ex. au Centre d'étude de la mer Baltique danois (Fjord og Bælt Centeret) de Kertminde, où depuis 1997, des marsouins y sont conservés dans une darse clôturée.